# Metilenetetraidrofolato reduttasi (NAD(P)H)
La metilenetetraidrofolato reduttasi (NAD(P)H) è un enzima appartenente alla classe delle ossidoreduttasi, che catalizza la seguente reazione:
5-metiltetraidrofolato + NAD(P)+ ⇄ 5,10-metilenetetraidrofolato + NAD(P)H + H+
L'enzima è una flavoproteina (FAD). Il menadione può essere utilizzato come accettore di elettroni.